# Bob Hannah

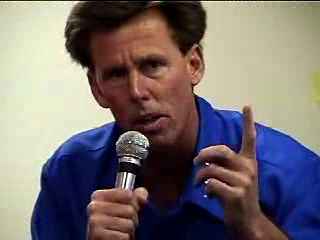
Bob Hannah

Robert "Bob" Hannah (Lancaster, Californië, 26 september 1956) is een Amerikaans voormalig motorcrosser.

## Carrière
In 1976 bezorgde Yamaha de negentienjarige Hannah, die toen nog vrij onbekend was, een profcontract. Hannah won meteen het 125cc-kampioenschap. In 1977 maakte Hannah de overstap naar de 250cc-klasse en won op overtuigende wijze het supercrosskampioenschap. In zowel 1978 als 1979 overklaste Hannah de tegenstand in het motorcrosskampioenschap, en behaalde overtuigend beide titels.
Een ongeluk tijdens het waterskiën eind 1979 kostte bijna Hannah's carrière. Zijn rechterbeen werd op twaalf plaatsen gebroken toen hij een rots onder het wateroppervlak raakte en op de oever werd gekatapulteerd. De artsen zeiden aanvankelijk dat Hannah nooit meer zou kunnen motorcrossen, waardoor hij het ganse seizoen 1980 moest missen. Tijdens zijn revalidatie behaalde Hannah zijn vliegbrevet en vond voor de eerste keer tijdens zijn volwassen leven iets dat hem interesseerde buiten het motorcrossen.
Hannah werd nooit meer de motorcrosser die hij was in de jaren 70. Hij won nog wel wedstrijden (ditmaal met Honda), maar won nooit meer een kampioenschap. In 1987 wist hij nog wel de Motorcross der Naties te winnen met de Amerikaanse ploeg. Hannah stopte met professioneel motorcrossen in 1989.
Ook na zij motorcrosscarrière bleef Hannah de adrenaline opzoeken. Hij nam deel aan enkele vliegwedstrijden. Sinds 1999 runt Hannah een sportvliegtuigbedrijf en wijnmakerij in Boise, Idaho.

## Palmares
- 1976: AMA 125cc Outdoor Nationals kampioen
- 1977: AMA SX 250cc kampioen
- 1978: AMA SX 250cc kampioen
- 1978: AMA 250cc Outdoor Nationals kampioen
- 1979: AMA SX 250cc kampioen
- 1979: AMA 250cc Outdoor Nationals kampioen
- 1987: Winnaar Motorcross der Naties